# Kirsty Armstrong
Kirsty Nicole Armstrong, född 30 oktober 1991, är en svensk komiker.
Kirsty Armstrong har varit aktiv som standupkomiker sedan 2016. Hon nominerades till ”Årets nykomling” på Svenska standupgalan år 2019 och “Årets kvinnliga komiker” år 2020. År 2022 utsågs hon till “Årets kvinnliga komiker” år 2022. Armstrong har varit programledare för Sveriges Radios Helgen i P3, Big Brother 2021 på TV4 och den komiska podden Roastpodden. År 2023 är hon reporter på stan tillsammans med Elaf Ali i satirprogrammet Svenska nyheter på SVT.
Under 2023 turnerade hon med humorshowen Pöka.
Armstrong utbildade sig till ölsommelier 2019.
Hösten 2024 blev hon stormästare i svenska Jeopardy!